# Emory Sherwood Adams
Emory Sherwood Adams, ameriški general, * 6. februar 1881, † 30. november 1967.

## Življenjepis
Leta 1898 je diplomiral na Državnem kmetijskem kolidžu Kansasa in junija istega leta kot navadni vojak vstopil v Kopenske vojsko ZDA. Dosegel je položaj generaladjutanta Kopenske vojske ZDA (1938–1942). Upokojil se je 2. avgusta 1945. Leta 1948, ob 50. obletnici diplomiranja, mu je kolidž podelil častni doktorat.
Oba njegova sinova, James Y. Adams in Emory Sherwood Adams mlajši, sta dosegla čin polkovnika Kopenske vojske ZDA.
Pokopan je na Nacionalnem pokopališču San Francisco.

## Odlikovanja
- Army Distinguished Service Medal[2]